# Pohla
Pohla – wieś w Estonii, w prowincji Harju, w gminie Kernu.